# Ronde van Limburg 1919 (België)
Ondanks dat voor de Eerste Wereldoorlog al vijf edities (1908-1912) onder de noemer Ronde van Limburg werden verreden, wordt de editie van 1919 als de eerste beschouwd. De telling van de edities begint dan ook vanaf dat jaar. De renners streden over een afstand van 180 kilometer, met start en aankomst in Sint-Truiden. Na bijna zes uur haalde Henri Moerenhout het met één wiel voorsprong van Louis Budts en Edmond Van Heynighem.  De verschillen in de top tien liepen zeer hoog op. 

## Top 10
| Plaats  | Naam                 | Ploeg | Tijd    |
| ------- | -------------------- | ----- | ------- |
| Winnaar | Henri Moerenhout     |       | 5u56"   |
| 2       | Louis Budts          |       | +1"     |
| 3       | Edmond Van Heynighem |       | +2"     |
| 4       | Claes                |       | +3'00"  |
| 5       | Leenaerts            |       | z.t.    |
| 6       | Huyghe               |       | +6'00"  |
| 7       | Verschueren          |       | z.t.    |
| 8       | Schaevers            |       | +12'00" |
| 9       | Wageniers            |       | z.t.    |
| 10      | Destombest           |       | z.t.    |